# Осуми (пролив)
О́суми (яп. 大隅海峡 О:суми-кайкё:) — самый северный пролив в островной гряде Рюкю, между островом Кюсю (Японские острова) и островами Осуми. Соединяет Тихий океан и Восточно-Китайское море.
Длина пролива составляет около 55 км, ширина — от 28 до 45 км (32 км — 40 км), глубины достигают 70—150 м. (100 м — 250 м). Величина приливов находится в пределах 2—2,5 м. Постоянные течения на востоке. Максимальные скорости (в периоды май — август и январь — февраль) достигают 7,5—9 км/ч.